# Deccania
Deccania é um género botânico pertencente à família Rubiaceae.